# Гудрун Освиврсдотир
Гудрун Освиврсдотир е централен персонаж в средновековната исландска Сага за хората от Долината на сьомгата, написана ок.1245 г.
Тя е описана като голяма красавица и също толкова умна жена. Имала четири сънища, които предсказвали четирите ѝ брака. С първия си съпруг се развела, но получила половината от имуществото му. Следващите трима съпрузи на Гудрун загинали. Вторият се удавил в морето, а тя родила сина му Торд.
След това тя била ухажвана от двама млечни братя, Кяртан и Боли. Гудрун харесвала повече Кяртан, но се омъжила за Боли заради един лъжлив слух, че Кяртан е обвързан с Ингибьорг, сестрата на крал Олаф Трюгвасон. Това станало причина за по-сетнешната вражда на двамата братя, която завършила с гибелта им – Кяртан бил убит от Боли, а Боли впоследствие бил погубен от братята на Кяртан. От Боли Гудрун имала двама сина – Торлейк бил по-големият, а по-малкият се родил малко след убийството на Боли и тя го нарекла на мъртвия му баща – Боли Боласон.
През 1020 г. Гудрун се омъжила за четвърти път за много влиятелен исландец, Торкел, потомък на Кетил Плосконосия, но той също се удавил. Денят, в който се случило това, тя видяла духът му да стои отвън пред църквата. Това ѝ направило толкова силно впечатление, че тя станала първата жена-монахиня в Исландия.
Гудрун била погребана в Хелгафел, малка планина на полуостров Снайфедлснес в Исландия.